# Hypochrysops olliffi
Hypochrysops olliffi är en fjärilsart som beskrevs av William Henry Miskin 1889. Hypochrysops olliffi ingår i släktet Hypochrysops och familjen juvelvingar. Inga underarter finns listade i Catalogue of Life.